# Helmut Lachenmann
Helmut Friedrich Lachenmann (Stuttgart, 1935. november 27. –) német zeneszerző, a musique concrète instrumentale képviselője.

## Pályája és művei
Lachenmann Stuttgartban született, és a második világháború után (ekkor 11 éves volt) a helyi templom kórusában kezdett énekelni. Korán fogékonyságot mutatott a zene iránt, tizenévesen már komponált. Jürgen Uhdénél zongorát, 1955 és 1958 között a stuttgarti Musikhochschule-ben, Johann Nepomuk Davidnál zeneszerzést és zeneelméletet tanult, 1958 és 1960 között, Velencében pedig ő volt az olasz zeneszerző, Luigi Nono első magántanítványa. 1965-ben rövid ideig a Ghenti Egyetem elektronikus zenei stúdiójában is dolgozott, ekkor komponálta egyetlen megjelent szalagzenéjét, a  Szenario-t. Ezt követően majdnem kizárólag a tisztán hangszeres zenére összpontosított.
Lachenmann saját kompozícióit a musique concrète instrumentale irányzatába sorolta, amely irányzat magába foglalja a nem konvencionális játékmódokkal megszólaltatható hangok teljességét. A zeneszerző szerint olyan zene:
amelyben a zenei történések úgy kerülnek kiválasztásra és elrendezésre, hogy előidézésük módja legalább annyira fontos, mint maguk a létrejövő akusztikai minőségek. Következésképpen az olyan minőségek, mint a hangszín, hangerő, ect., nem önmaguk kedvéért valók, hanem az adott szituációt írják le, fejezik ki: mikor hallgatod, hallod a körülményeket, amelyek között egy hang-, vagy zaj-történés végbemegy, hallod, milyen anyagokból és energiákból tevődik össze, és milyen ellenállással mérkőzik meg.
Zenéje tehát elsősorban a hangok legalapvetőbb készletéből merít, melyek bővítés révén kiterjedt művek alapjául szolgálnak. Kompozíciói hatalmas feladatot rónak az előadóra, mivel rengeteg, általa felfedezett játékmódot alkalmaz a fa- és rézfúvós, valamint a vonós hangszereken.
Legfontosabb művei közé tartozik operája: Das Mädchen mit den Schwefelhölzern (A kis gyufaárus lány), (1990–96, Hans Christian Andersen, Leonardo da Vinci és Gudrun Ensslin nyomán), zenekari darabjai: Schwankungen am Rand (1974–75, 8 rézfúvósra, 2 elektromos gitárra, 2 zongorára, 4 viharlemezre, és 34 vonósra), Accanto (1975–76, klarinétre, nagyzenekarra és szalagra), és NUN (1997–99, fuvolára, harsonára, férfikarra és nagyzenekarra), ensemble művei: Mouvement (- vor der Erstarrung) (1982–84, 3 ad hoc előadóra és még 14 előadóra) és "...zwei Gefühle...", Musik mit Leonardo (1992, (később Das Mädchen mit den Schwefelhölzern c. operájának része lett), Leonardo da Vinci nyomán, 2 beszélő és 22 hangszeres előadóra), és 3 vonósnégyese (Gran Torso, 1971, revideálva 1976, 1988; Reigen seliger Geister, 1989; Grido, 2001), továbbá más zenekari, ensemble, és kamaraművei és 6 zongoradarabja.
1978-tól rendszeresen tartott előadásokat Darmstadtban. 1976 és 1981 között zeneszerzést tanított a hannoveri Musikhochscule-ben, 1981-től 1999-ig pedig a stuttgarti Musikhochschule-ben.
Ismert cikkeiről, tanulmányairól, előadásairól is, melyek közül sok jelent meg a Musik als existentielle Erfahrungban (Music as Existential Experience) (Breitkopf & Härtel, Wiesbaden, 1996).
Lachenmann számos rangos elismerésben részesült, például a hamburgi Bach-díjat (Bach-Preis der Freien und Hansestadt Hamburg) 1972-ben, az Ernst von Siemens Musikpreis-t 1997-ben, és a BBVA Foundation Frontiers of Knowledge Award díját Kortárs Zenei Kategóriában, 2010-ben nyerte el.

## Fordítás
- Ez a szócikk részben vagy egészben  a   Helmut Lachenmann című angol Wikipédia-szócikk fordításán alapul.  Az eredeti cikk szerkesztőit annak laptörténete sorolja fel. Ez a jelzés csupán a megfogalmazás eredetét és a szerzői jogokat jelzi, nem szolgál a cikkben szereplő információk forrásmegjelöléseként.